# Rafael Edri
Rafael Edri (Casablanca, 10 settembre 1937 – Gerusalemme, 22 giugno 2024) è stato un politico israeliano.

## Biografia
Nato in Marocco, Edri divenne membro del Partito laburista e fu presidente del consiglio locale di Hatzor HaGlilit.
Presiedette l'Assemblea mondiale degli ebrei del Maghreb in Israele.
Nel 1981 fu eletto per la prima volta alla Knesset. Riconfermato nel 1984, fu presidente della coalizione di governo di unità nazionale. Rieletto nuovamente nel 1988, Edri fu nominato Ministro senza portafoglio nel governo di unità nazionale del 1988. Lasciò il governo nel 1990 quando l'Allineamento si ritirò dalla coalizione. Dopo essere stato rieletto nel 1992 divenne vicepresidente della Knesset, ruolo che mantenne anche dopo le elezioni del 1996. Perse il seggio alle elezioni del 1999.
Rafael Edri morì il 22 giugno 2024 all'età di 86 anni.